# Musoir (géographie)
Ne doit pas être confondu avec Musoir.
Un musoir, en géomorphologie littorale, est la partie d'un estuaire qui, par opposition au poulier qui est une flèche progressant au sud de l'estuaire, est situé sur la rive nord et a une forme évasée, dite musoir, et devant faire face à l'érosion.
On trouve le couple poulier et musoir dans les estuaires picards de la Somme, de l'Authie et de la Canche.

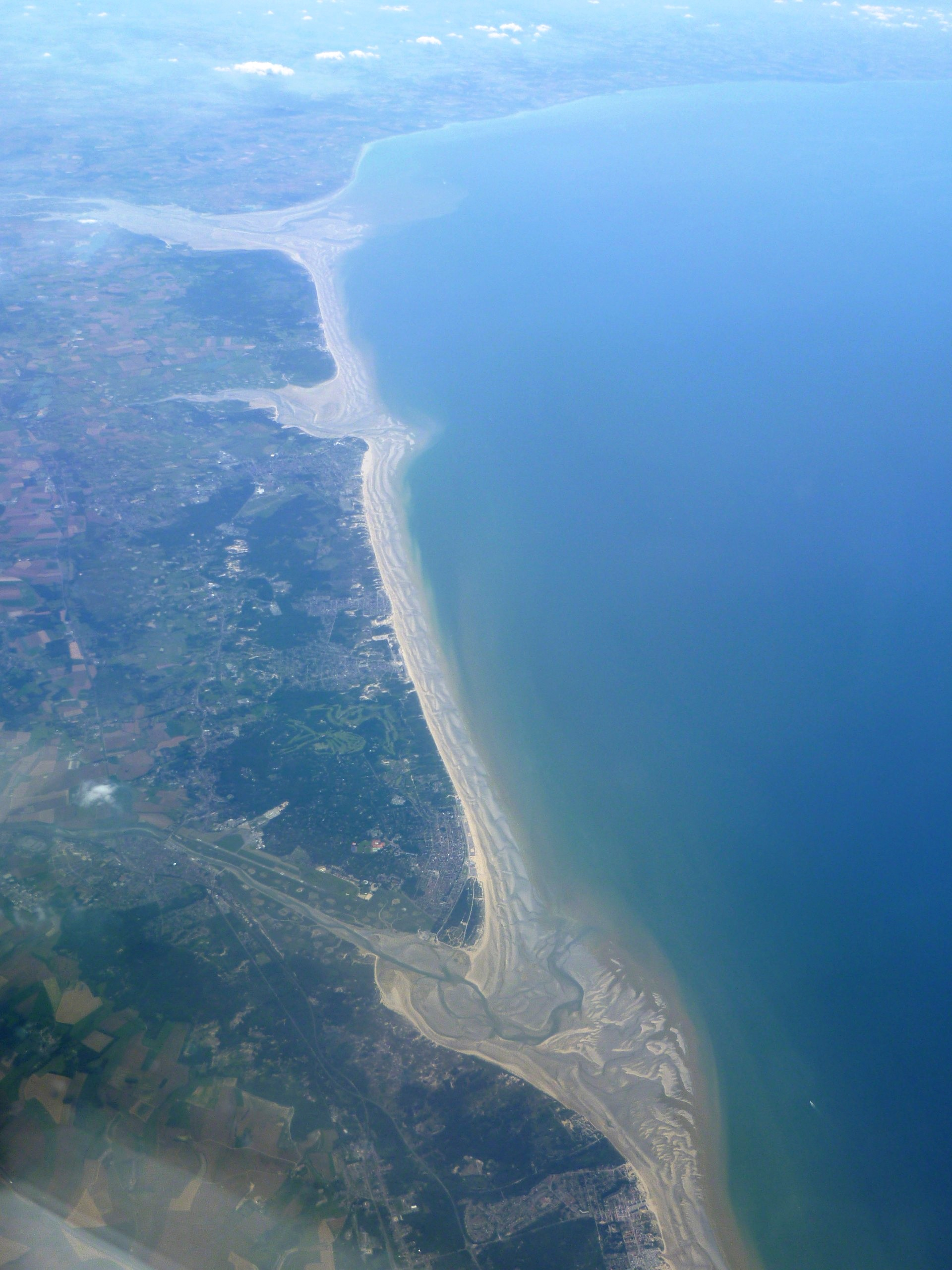
Les trois estuaires picards, la Somme, l'Authie et la Canche.
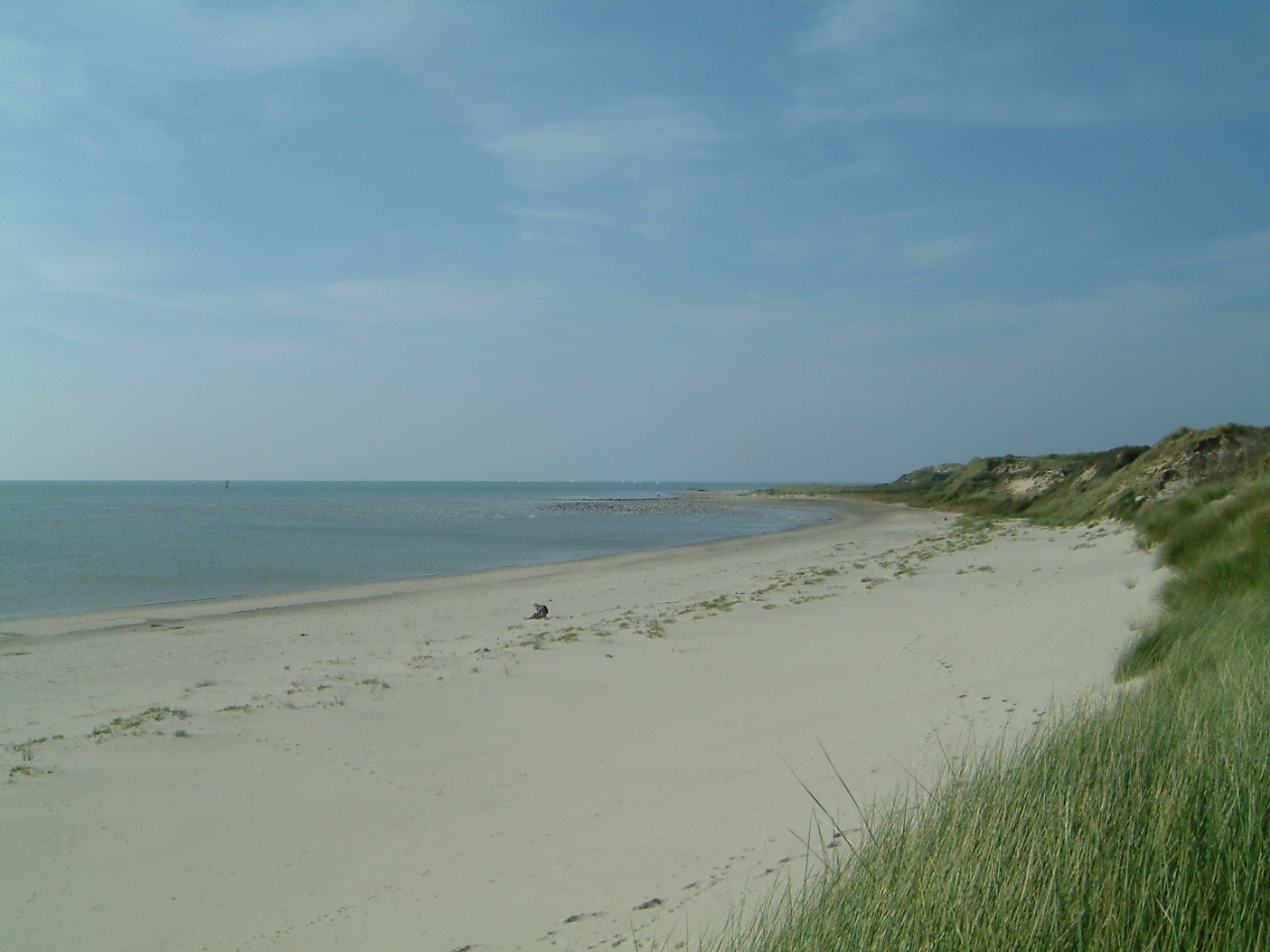
L'estuaire de la Canche avec son musoir.
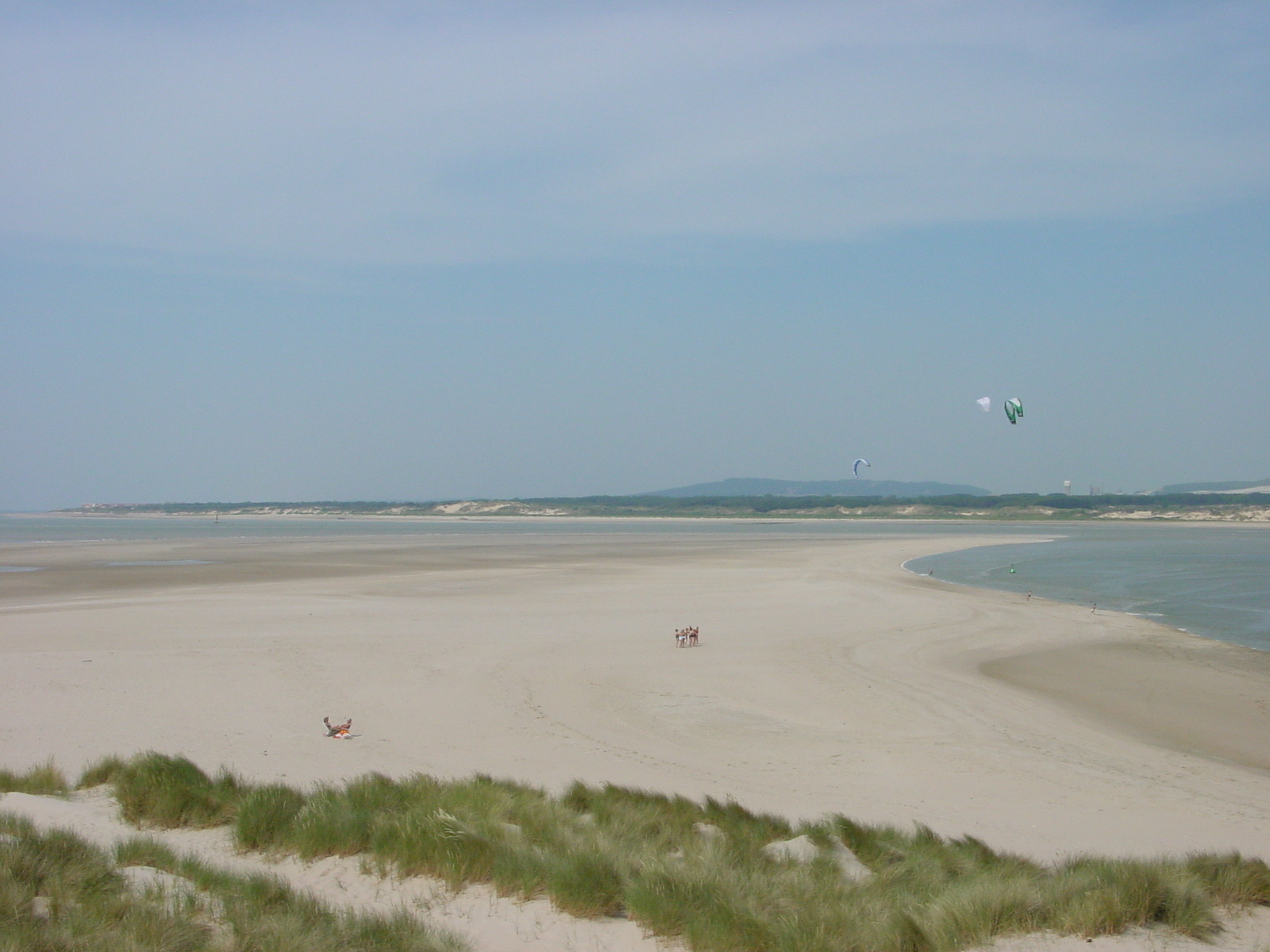
L'estuaire de la Canche avec son poulier.

Par exemple, la baie de la Canche est un estuaire picard ayant conservé une rive nord (le musoir est ici indemne de tout aménagement humain lourd), faisant de ce site un lieu unique avec un système complexe de contre poulier au niveau du pli de Camiers,.